# Lana Del Rey
Elizabeth Woolridge Grant (n. 21 iunie 1985), cunoscută după numele de scenă Lana Del Rey, este o cântăreață și compozitoare americană.
Lana Del Rey a început a compune piese la vârsta de 18 ani și a semnat primul său contract cu 5 Points Records în 2007, lansându-și primul album digital Lana Del Ray A.K.A. Lizzy Grant în ianuarie 2010. Discul nu s-a bucurat de succes, însă Lana avea să câștige notorietate un an mai târziu mulțumită piesei „Video Games”. Bucurându-se de susținerea publicațiilor online din întreaga lume, Del Rey a obținut în octombrie 2011 un contract de management cu casa de discuri Interscope Records, care s-a angajat să distribuie cel de-al doilea album de studio al artistei – Born to Die (lansat pe 30 ianuarie 2012). În 2014, Lana Del Rey a lansat cel de-al treilea album, intitulat Ultraviolence. La finalul lunii decembrie a lansat melodia Big Eyes, ce aparține coloanei sonore a filmului omonim regizat de Tim Burton, Big Eyes.

## Biografie

### Anii copilăriei și primele activități muzicale (1985 – 2012)
Elizabeth Grant s-a născut la data de 21 iunie 1985 în Manhattan, New York City si a copilărit in Lake Placid, New York și este primul copil al cuplului format din afaceristul Rob Grant și soția sa Pat (o directoare de vânzări); Lana are un frate și o soră mai mică: Charlie și Caroline. Provenind dintr-o familie iubitoare de muzică, Lana a cântat de la o vârstă fragedă la serbările școlii și în corul bisericii; ea avea să declare într-o serie de interviuri că a fost puternic influențată de muzica unor cântăreți precum Britney Spears, Elvis Presley sau Kurt Cobain. Deși a avut o copilărie liniștită, Elizabeth a început să consume droguri și alcool la vârsta de cincisprezece ani, iar părinții săi au fost nevoiți s-o trimită la internatul „Kent School”. Începând cu anul 2004 Grant s-a mutat în New York și s-a înscris la cursurile Universității Fordham, loc în care a studiat metafizica și „demonstrarea pe o cale matematică a existenței lui Dumnezeu”. În același timp Elizabeth a început să scrie versuri și poezii, a fost influențată de muzica unor cântăreți precum Bob Dylan sau Leonard Cohen și s-a implicat adesea în programe de ajutorare a persoanelor dependente de alcool și narcotice.
Pe parcursul șederii sale în New York, interpreta a cântat adesea în cluburi și restaurante sub numele Lizzy Grant, iar în anul 2008 a obținut un contract de management cu casa de discuri 5 Points. Prin intermediul acestei companii ea a lansat primul său disc EP, intitulat Kill Kill, la data de 28 octombrie 2008. În aceeași perioadă Grant a început să lucreze la primul său album de studio împreună cu producătorul american David Kahne. Interpreta a declarat ulterior: „David a vrut să lucreze cu mine la doar o zi după ce a ascultat discul meu demonstrativ. El era interesat să producă ceva diferit de muzica pop”. Primul album de studio al cântăreței, intitulat Lana Del Ray A.K.A. Lizzy Grant, a fost lansat în ianuarie 2010 prin intermediul companiei 5 points. Concomitent Lizzy Grant a adoptat pseudonimul Lana Del Rey din dorința de a avea un nume care să „fie la fel de frumos ca și muzica în sine.” La doar două luni după lansare, albumul de debut al Lanei a fost scos din vânzare din dorința artistei, care a cumpărat drepturile de autor de la casa sa de discuri.

### Succesul comercial: «Born to Die» (2011 – 2013)
Pe parcursul anului 2010 Del Rey s-a mutat în Londra și a negociat cu mai multe case de discuri în vederea semnării unui nou contract de management. În această perioadă ea a înregistrat peste șaptezeci de cântece și a filmat, respectiv regizat videoclipuri pentru piesele „Diet Mtn. Dew” și „Video Games”. În iunie 2011 artista a ajuns la o înțelegere verbală cu compania Stranger Records, care s-a angajat să lanseze pe disc single compoziția „Video Games”; de asemenea, în cazul în care o casă de discuri mai mare și-ar fi manifestat interesul față de Lana Del Rey, aceasta putea să reachiziționeze drepturile asupra cântecului. Piesa a fost lansată în mediul digital în iunie 2011, iar pe parcursul verii a obținut peste douăzeci de milioane de vizualizări pe site-ul YouTube. În aceeași perioadă Del Rey a atras un număr considerabil de fani în domeniul virtual, iar numeroase publicații online precum Pitchfork Media și-au declarat entuziasmul față de muzica sa și au susținut-o constant prin articole și interviuri. Notorietatea rapidă obținută cu ajutorul internetului i-a determinat pe reprezentanții casei de discuri Interscope Records (subsidiară a Universal Music Group) să-i ofere un contract; cele două părți au ajuns la o înțelegere în octombrie 2011. Ulterior Del Rey a primit un trofeu în cadrul galei premiilor Q la categoria „Revelația anului”.

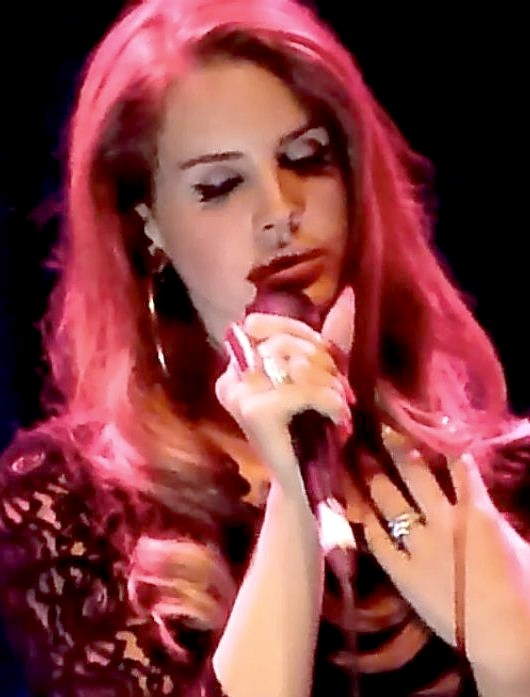
Lana Del Rey în concert (Köln, 12 noiembrie 2011).

Piesa „Video Games” a fost relansată pe plan internațional în octombrie 2011 și a câștigat rapid poziții fruntașe în clasamentele de specialitate din Europa, dar și clasări medii în Australia sau America de Nord. În decembrie a început promovarea piesei „Born to Die”, compoziție care a primit recenzii favorabile din partea criticilor de specialitate și s-a bucurat de succes comercial în teritorii precum Regatul Unit, Danemarca, Franța sau Finlanda. Pentru a-și promova materialele discografice în SUA, interpreta a cântat în cadrul emisiunii televizate Saturday Night Live din data de 14 ianuarie 2012. Recitalul său a fost criticat de către presă, unii jurnaliști punând la îndoială abilitățile sale interpretative; totuși, gazda emisiunii din acea seară Daniel Radcliffe i-a luat apărarea Lanei spunând că „modul în care publicul a reacționat este nefericit [...] nu cred că au nici o justificare pentru o astfel de atitudine.”
Cel de-al doilea album de studio al Lanei Del Rey – intitulat Born to Die – a fost lansat pe 30 ianuarie 2012 prin intermediul caselor de discuri Interscope și Polydor Records. Înregistrarea conține doisprezece piese indie-pop compuse de Lana care abordează teme precum dragostea, eșecul amoros sau importanța aspectelor materiale. Albumul Born to Die a primit recenzii favorabile din partea criticilor de specialitate, iar din punct de vedere comercial s-a dovedit a fi un succes – discul a ocupat prima poziție în clasamentele din Regatul Unit, Germania, Franța și a obținut locul secund în ierarhia Billboard 200. Albumul a fost vândut în peste două milioane de exemplare pe plan internațional.
Lana Del Rey va relansa albumul Born to die într-o nouă versiune numită „The Paradise Edition” pe 12 noiembrie 2012. Printre cele nouă piese noi incluse pe acesta se numără o preluare a hitului „Blue Velvet” (folosită în campania de promovare a companiei H&M) și un single nou numit „Ride”.

## Stilul muzical și interpretativ
Lana Del Rey afirmă că printre influențele sale muzicale se regăsesc Britney Spears, Kurt Cobain, Bob Dylan, Leonard Cohen și Elvis Presley. Interpreta este recunoscută pentru „timbrul emotiv, uneori lacrimogen al vocii sale. Registrele sale grave sunt ferme, iar falsetul este fermecător de lin și ușor.” Având o întindere vocală ce măsoară trei octave (Do#1-Do4), Lana Del Rey se încadrează în profilul mezzosopranelor. Odată cu înregistrarea albumului Born to Die, interpreta a cântat compoziții specifice contraltelor deoarece „oamenii nu mă luau în serios, așa că am început să cânt mai grav, crezând că așa voi ieși în evidență. Acum cânt destul de jos pentru o femeie”.

## Viața privată
În iulie 2014, Lana del Rey a recunoscut că s-a culcat cu mulți bărbați din industria muzicală, însă a ținut să precizeze că succesul ei pe plan muzical nu se datorează acestora, ci talentului ei muzical.

## Discografie
Albume de studio
- Lana Del Ray A.K.A. Lizzy Grant (2010)
- Born to Die (2012)
- Ultraviolence (2014)
- Honeymoon (2015)
- Lust for Life (2017)
- Norman Fucking Rockwell! (2019)
- Chemtrails over the Country Club (2021)
- Blue Banisters (2021)
- Did You Know That There's a Tunnel Under Ocean Blvd (2023)
- Lasso (2024)

Discuri single
- „Video Games” (2011)
- „Born to Die” (2012)
- „Blue Jeans” (2012)
- „Summertime Sadness” (2012)
- „National Anthem” (2012)
- „Ride” (2012)
- „West Coast” (2014)
- „Doin' Time” (2019)